# 春愁の記
『春愁の記』（しゅんしゅうのき）は宝塚歌劇団のミュージカル作品。月組公演。
形式名は「王朝ロマン」。15場。副題は「福永武彦作「風のかたみ」より」。
1979年6月29日から8月8日（新人公演：7月17日）まで宝塚大劇場で公演された。東京では『バレンシアの熱い花』の再演に差し替えとなり未公演であった。
併演作品は『ラ・ベルたからづか』。

## 解説
※『宝塚歌劇100年史（舞台編）』の宝塚大劇場公演のページを参照
福永武彦の「風のかたみ」を原作とした百鬼夜行の平安時代末期を舞台にした作品。

## 物語
※『宝塚歌劇100年史（舞台編）』の宝塚大劇場公演のページを参照
大望を抱いて上京した次郎信親は、仕える中納言家の萩姫を慕うようになるが、彼女には敵対関係である左大臣の嫡子・安麻呂という想い人がいた。しかし安麻呂は入内の決まった萩姫の想いを、お互いのためと退ける。一方、都を荒らす盗賊・不動丸も萩姫を狙っていた・・・。

## 主な配役
※「（）」の人物は新人公演・配役
- 次郎信親 - 順みつき（大地真央）[2]
- 萩姫 - 舞小雪（五條愛川）[2]
- 安麻呂 - 榛名由梨（鷹匠惠）[2]
- 楓 - 小松美保（優ひかり）
- 高倉判官宗康実は不動丸 - 大地真央（伊吹あい）
- 辨 - 銀あけみ
- 法師 - 水代玉藻

## スタッフ
- 脚本・演出：酒井澄夫[1]
- 音楽[3]：寺田瀧雄、入江薫
- 音楽指揮：十時一夫[3]
- 振付：花柳寿楽[3]
- 殺陣：二階堂武[3]
- 装置：荒島鶴吉[3]
- 衣装[3]：静間潮太郎、中川菊枝
- 照明：今井直次[4]
- 音響：松永浩志[4]
- 小道具：万波一重[4]
- 効果：川ノ上智洋[4]
- 演出助手[4]：三木章雄、中村暁
- 制作：橋本雅夫[4]
- 邦楽作曲・笛演奏：藤舎推峰[4]